# 惠遠城
惠遠城，位于新疆维吾尔自治区伊犁哈萨克自治州霍城县惠远镇，距伊宁市以西30多公里，霍城县东南9公里。始建于清朝，是新疆建省之前，清朝新疆的军事、政治、经济、文化中心。

## 历史

### 惠远老城
清朝统一新疆之后，乾隆二十七年（1762年）在伊犁设“總管统領伊犁等處将军”（简称伊犁将军），作为清廷派驻新疆的最高军政长官，统辖天山南北各路驻防官兵以及中亚哈萨克、布鲁特等部，兼管行政。伊犁将军府治，建在惠远城。
乾隆二十八年（1763年），首任伊犁将军明瑞在伊犁河北岸筑城，乾隆帝亲赐名曰“惠远”，意为大清皇帝恩德惠及远方。惠远老城的城垣周长九里三分，高一丈四尺。

### 建城三十年
1793年又扩建，周长十里六分三厘，面积大约3.5平方公里，成为新疆第一大城。城内纵横四条大街，通向四个城门：东门为景仁门、西门为说泽门、南门为宣闿门、北门为来安门。城内中心有钟鼓楼。城内建有伊犁将军府、参赞大臣衙署、4所领队大臣衙署、大理事同知和抚民同知衙署等建筑。
當時的城内外还建有包括教场在内的许多军事设施。城内设有10所学校，包括官学、私学、义学，还有培养外交人才的俄罗斯学校。城内还有宝伊钱局，负责铸钱。城内外有清真寺、喇嘛庙，以及关帝庙、龙王庙、昌寿宫、城隍庙等等。城内商铺林立。

### 1851年
1851年《中俄伊犁塔尔巴哈台通商章程》签订之后，俄国在惠远城设领事馆，划定贸易圈。惠远城南的望江楼位于伊犁河畔，碧瓦红栏，官员和文人常登楼赋诗，欣赏伊犁河美景。　

### 1864年農民抗爭
同治三年（1864年），由阿奇木伯克所领导维吾尔族农民抗爭，引起當地回族支持，史稱同治新疆回变。抗爭民眾在佔據宁远城（今伊宁市）後，又派数千人进攻惠远城。
同治五年正月二十二日（1866年3月8日），抗爭民眾从惠远城北门外挖地道，夜间将火药埋入地道，炸开城墙，攻占了惠远城。
當時的伊犁将军明绪举家自杀，已革职的前任伊犁将军常清被俘。惠远城内数万清朝官兵及民众遇难，城内建筑遭战火毁坏。

### 1871年俄國入侵
同治十年五月三十日（1871年6月30日），俄国军队以“代收代守”为名，侵略伊犁。到七月初，完全侵占伊犁九城。同年，俄国军队将惠远城的房屋木料全数拆除，运到宁远城建住宅。
此后，惠远老城被废弃，遭到伊犁河水侵蚀，地下文物多被伊犁河水淹没，城内建筑物无存。如今尚存惠远老城北面、东面部分城墙以及东门土墙墩。

### 惠远新城
光绪八年（1882年），清朝收复伊犁之后，伊犁将军金顺奏准在惠远老城以北15里处仿老城建惠远新城。同年秋，将城墙的基础整平。光绪九年（1883年），城墙大致完工，但是“翁城、垛口、城楼、角楼、炮楼约需银22万两”。城内建筑尚需白银200多万两。因受经费不足，士兵闹事，伊犁将军频繁更换等影响，惠远新城（包括城内的建筑）到光绪十九年（1893年）才完工。光绪十九年（1893年），伊犁将军长庚率官兵从绥定城（今霍城县水定镇）迁驻惠远新城。
惠远新城东西长1298米，南北宽1194米，周长4984米，城墙厚6米，高5米，面积大约1.55平方公里，比惠远老城小1.95平方公里。新城的东西南北各有一个城门，名字与老城的城门名相同。城墙外有8米深、8米宽的护城沟。城内中心有1座钟鼓楼，4条大街分别直通城门。城内有伊犁将军府，以及副都统、协领、领队等的衙署，还有火药库、粮饷库这两大国库。城内专为商人建有40间大店、商铺、饭庄等建筑。两座酒楼会芳园、天福居先后建成。城外有供军队驻扎的东西南北四大营盘。
惠远新城的坛庙在清朝居整个新疆之首，主要坛庙有：文庙、万寿宫、关帝庙、八腊庙、刘猛将军庙、火神庙、太上老君庙、城隍庙、龙王庙、风神庙、社稷坛、先农坛、文昌宫、文昌阁、真武庙、魁星阁、祠堂、节孝祠、喇嘛寺（初名兴教寺，后名普化寺。先建在绥定城，后迁到惠远城）各一座。
光绪十年（1884年），新疆建省，省府设迪化（今乌鲁木齐），最高军政长官不再是伊犁将军，而是新疆巡抚。光绪十一年（1885年），清廷考虑到伊犁、塔尔巴哈台（塔城）地处偏远，新疆巡抚直接管理很难，乃设伊塔兵备道，保留伊犁将军并仍驻惠远，管辖伊塔道事务。
清朝末年，惠远城成为整个新疆近代工业最发达的城市，先后引进电报、电话、照相、电灯、汽车。甚至在中华民国初期，谢彬在《新疆游记》中将惠远新城誉为“文酒风流，盛极一时，有小北京之目。”

### 民國初期
民国元年（1912年），伊犁辛亥革命成功，成立中华民国新伊大都督府。同年5月，北京政府令新伊大都督府改为伊犁镇边使署。民国三年（1914年），撤销伊犁镇边使署，设伊犁镇守使署。民国十九年（1930年），伊犁镇守使署改称伊犁垦牧专员，民国二十一年（1932年）改称伊犁屯垦使署。民国二十三年（1934年）秋，屯垦使署迁往伊宁后，伊犁将军府就此废止。

### 1949年後
中华人民共和国成立后，惠远城被劃歸绥定县二区。1958年，改为猛进公社。1966年隶属霍城县。1984年改成惠远乡，2001年10月撤乡建镇为惠远镇。
1996年7月，中华人民共和国国务院公布为伊犁将军府为全国重点文物保护单位。
2015年2月，據網易新聞報導，新疆名城惠遠擬更名可克达拉。

## 建筑
惠远城现存钟鼓楼、伊犁将军府、文庙、衙署、沙俄领事馆等建筑。
- 惠远钟鼓楼：位于惠远镇十字街中心，始建于光绪九年（1883年）。清朝用于报时、传信息、检阅军队。三层城楼式砖木结构建筑，高23米。各层平面呈方形，进深各三间，四周带有回廊，楼顶和回廊顶部覆彩色琉璃瓦。底层青砖包砌高台，下有东西南北四个大门，分别通往城内的四条大街。钟鼓楼曾在1927年、1964年、1981年修缮。1990年12月，被新疆维吾尔自治区人民政府公布为新疆维吾尔自治区文物保护单位。2013年，被列为第七批全国重点文物保护单位。[1][3]
- 伊犁边防史馆：位于惠远镇，为仿古建筑群。由历史馆、屯垦馆、当代边防馆组成。用绘画、雕塑、实物、图片等等，展现汉、唐以来伊犁人民屯垦戍边的历史。[1]
- 林则徐故居：林则徐遣戍伊犁期间，曾考察民情，发展水利。故特建此馆纪念。林则徐故居展现了林则徐被革职遣戍至惠远城的两年零一个月内，为当地水利、垦荒、维护民族团结等等作出的贡献。[1]
- 惠远文庙：光绪年间建造惠远新城之后兴建。仅有一进院落的小四合院。包括正门、东西厢房、正堂。分别布展为文殊菩萨殿、文昌殿、孔圣殿、罗汉堂。[1]
- 惠远城门：惠远新城设有东西南北四座城门：东门为景仁门、西门为说泽门、南门为宣闿门、北门为来安门。已修复北门、东门。[1]
- 伊犁将军府：位于惠远城内，钟鼓楼东侧。面积约占惠远城总面积的四分之一。如今周围为解放军69348部队驻地。[1]
- 沙俄领事馆[1]